# Свищево (Уренский район)
Свищево — опустевшая деревня в составе Большеарьевского сельсовета в Уренском районе Нижегородской области.

## География
Находится на расстоянии примерно 13 километров по прямой на северо-восток от районного центра города Урень.

## История
Основана была во второй половине XVIII века переселенцами из деревни Большое Тарбеево. Население было старообрядцами поморского согласия, принадлежало к удельным крестьянам. В 1856 году учтено было дворов 11 и жителей 117. В 1916 году было учтено 65 дворов и 298 жителей. В 1978 году был 21 двор и 57 жителей, а 1994 — 10 и 12 соответственно. Опустела в 2006 году.

## Население
Постоянное население составляло 3 человека (русские 100 %) в 2002 году, 0 в 2010.